# فاینال فانتزی ۱۱
فاینال فانتزی ۱۱ (به انگلیسی: Final Fantasy XI) (به ژاپنی: ファイナルファンタジーXI، تلفظ:Fainaru Fantajī Irebun) یک بازی ویدئویی در سبک ام‌ام‌اوآرپی‌جی از مجموعه بازی‌های فاینال فانتزی که توسط شرکت اسکوئر انیکس ساخته و منتشر شده‌است. این بازی برای اولین بار در ۱۶ مه ۲۰۰۲ برای کنسول پلی‌استیشن ۲ و نوامبر همان سال برای رایانه‌های شخصی مبتنی بر مایکروسافت ویندوز عرضه شد. فاینال فانتزی ۱۱ اولین بازی چندسکویی ام‌ام‌اوآرپی‌جی به شمار می‌رفت، و همچنین اولین عنوان ام‌ام‌اوآرپی‌جی بر روی کنسول ایکس‌باکس ۳۶۰ بود.

## خلاصه داستان
داستان بازی عمدتاً از طریق مأموریت‌هایی دنبال می‌شود که توسط دولت‌های حاکم در بازی اصلی و همچنین هر یک از محتوای الحاقی ارائه می‌شوند. این مأموریت‌ها به کشوری که بازیکن به آن وابسته است مرتبط هستند. وابستگی به یک کشور یا نهاد حاکم نسبتاً ساده است و گاهی اوقات نیاز به تکمیل پیش‌نیازهایی دارد و دارای مراحل مختلفی برای دستیابی به سطوح بالاتر شناخت و پاداش در طول داستان است. برخی از مأموریت‌ها حتی برای پیشرفت در داستان‌های الحاقی یا دسترسی به مناطق خاص ضروری هستند.
بازیکنان بازی را به عنوان ساکنان یکی از سه کشور اصلی یعنی سان دُوریا، باستوک و ویندورست آغاز می‌کنند و باید به اتحاد این کشورها در برابر ارباب سایه که دوباره زنده شده است کمک کنند. در طول این مسیر، بازیکنان با چالش‌ها و مأموریت‌های مختلفی روبرو می‌شوند که به پیشرفت داستان اصلی و الحاقی‌ها کمک می‌کنند.